# 10
Cette page concerne l'année 10  du calendrier julien. Pour l'année 10 av. J.-C., voir 10 av. J.-C. Pour le nombre 10, voir 10 (nombre).
L'année 10 est une année commune qui commence un mercredi.

## Événements
- 1er janvier, Rome : début du consulat de Publius Cornelius Dolabella et Caius Junius Silanus[1].
- 16 janvier : dédicace de l'autel de la Concorde au Forum par Tibère[2]. Il retourne en Gaule pour surveiller la frontière du Rhin (10-12)[1].

- L'Illyrie est divisée en deux provinces autonomes, la Dalmatie et la Pannonie[3].
- Tibère est renvoyé par Auguste en Germanie avec l'imperium proconsulaire. Il y reste jusqu'en 12[4].
- Cunobeline (le Cymbeline de Shakespeare ), succède à Tasciovanos comme roi des Catuvellauni à Camulodunon (fin vers 42). C'est un des rois légendaires de Bretagne insulaire[5].
- En Inde, Straton II, dernier souverain grec connu du royaume indo-grec, est remplacé par le roi indo-scythe Rajuvula[6].
- En Chine, Wang Mang institue une réglementation de l’économie, réforme l’impôt (10 % des bénéfices), décrète le monopole de l’or et met l’embargo sur le cuivre. Il procède à plusieurs refontes successives de la monnaie. Ces mesures ruinent le commerce et désorganisent l’économie[7].
- Aleth est incendié vers l'an 10, sous le règne de Tibère, peut-être en rapport avec des révoltes locales, et elle est alors abandonnée au profit de Corseul.

## Naissances en 10
- Héron d'Alexandrie, ingénieur grec[8].
- Pierre, apôtre[8].

## Décès en 10
- Didymus Chalcenterus, grammairien grec[8].